# Cthulhu
Cthulhu és un personatge de la literatura de l'escriptor americà Howard Phillips Lovecraft (1890-1937).
Lovecraft i un cercle d'altres autors van crear amb els seus contes una mitologia d'horror (el gènere anomenat de "terror còsmic") que descriu l'existència d'universos paral·lels i els éssers que en provenen, éssers que van existir "abans del temps" i que si tenen contactes amb els humans es desencadenen terribles conseqüències. El monstre-divinitat anomenat Cthulhu és l'emblema i una de les figures recurrents d'aquesta mitologia, coneguda com els Mites de Cthulhu. Se'l descriu en la narració La crida de Cthulhu.
Segons aquesta mitologia, Cthulhu reposa somiant sota un segell en la ciutat submergida de R'lyeh (un lloc de la bogeria no Euclidiana localitzat en l'Oceà Pacífic). Espera escapar-se'n algun dia (el dia en què "Les estrelles estiguin de nou en posició") amb l'ajuda d'ocultistes i sectaris per a tornar a estendre el seu poder sobre la Terra. Aquests li dediquen el salm "Ph´nglui mglw´nafh Cthulhu R´lyeh wgah-nagl fhtagn" que aproximadament significa "En el seu lloc d'estada de R'lyeh, Cthulhu mort espera somiant".

## Característiques
Segons Lovecraft, Cthulhu descendeix del déu Nagoob i del déu Exterior Yog-Sothoth, i va néixer en el planeta Vhoorl. Es tracta d'un Primigeni, una criatura extraterrena que té característiques físiques i habilitats que el fan una mica semblant a un déu per als humans. Els seus principals seguidors són la Llavor Estel·lar de Cthulhu. També l'adoren la major part dels Profunds, éssers mig humans, mig batracis, que habiten al fons dels oceans. Per sobre dels Primigenis hi ha els déus Exteriors.
Segons la descripció feta a La Crida de Cthulhu, es tracta d'un enorme monstre amb cap de pop o calamar, amb nombrosos tentacles i cos de drac, amb les seves respectives ales. Té la capacitat d'alterar la seva forma, encara que sempre és bàsicament la mateixa. El seu cos escamós està compost d'una substància diferent de les que es troben en el nostre planeta, una mena de massa gelatinosa que el fa pràcticament indestructible. De totes maneres, si algun dia fos destruït (cosa molt improbable), la seva essència fecundaria la seva pròpia filla, tornant a néixer. Va ser un dels conqueridors de la Terra i domina des de les profunditats de l'oceà.

## Pronúncia del nom
No existeix unanimitat respecte a la pronunciació del nom: s'accepten K'zulju, K'tulú, K'zulu, C'tulú, Cethulhu, (amb "h" aspirada), Chulu, Tulu, Zulu, Kuthulu o Katulu com a pronunciacions vàlides, però es convé que la forma més apropiada de fer-ho no pot ser pronunciada per l'aparell fonològic humà.
Que la pronunciació de Cthulhu no sigui precisa és un tret típic de l'estil lovecraftià, que cultiva l'ambigüitat en les seves descripcions per a suggerir un ambient de caos que provoqui fòbia i horror en l'inconscient.